# Тетрадочные вклады
Тетрадочные вклады (также: забалансовые вклады, скрытые вклады) — денежные средства, принимаемые финансовыми организациями без должного оформления.
Информация о них не учитывается в бухгалтерской системе, на балансе банка или вносится прямо перед отзывом лицензии. Технически, это вклад, который банк не отразил в автоматизированной банковской системе (АБС).
Основная проблема — сложность подтверждения наличия вклада. Есть два пути: в досудебном порядке с подачей заявления в АСВ и судебном порядке. Судебный порядок предполагает три возможных сценария, отличающиеся на элемент ответчика: АСВ, Банк (третье лицо АСВ), Банк и АСВ.
Первый из современных случаев обнаружения тетрадных счетов случился с Мастер-банком в 2013 году на сумму 1,2 млрд руб.
Делая это банки могут преследовать следующие цели: скрыть привлекаемое финансирование, формально соблюсти требования ЦБР. Также указывается экономическая выгодность тетрадочных вкладов. Так как банки, желающие привлечь вклады под завышенные ставки, должны платить в АСВ существенно больше, а делая это скрытно банк (1) не платит в АСВ и (2) привлекает больше вкладов из-за привлекательности предложения.